# Ljubiša Savić (1958–2000)
Ljubiša Savić, ps. „Ljubo”, „Mauzer” (serb. Љубиша Савић, Љубo, Маузер; ur. 11 sierpnia 1958 w Kovačići, zm. 7 czerwca 2000 w Bijeljinie) – serbsko-bośniacki dowódca paramilitarnej Brygady Specjalnej Gwardia „Pantery” podczas wojny w Bośni i Hercegowinie w latach 1992–1996.

## Życiorys
Ljubiša Savić urodził się 11 sierpnia 1958 roku we wsi Kovačića, w rodzinie Đorđe i Anki Saviciów. Ukończył technikum budowy maszyn w Bijeljinie oraz studia pedagogiczne w Belgradzie. Do wybuchu wojny pracował jako pracownik socjalny w Bijeljinie.
Był aktywnym działaczem społeczności Serbów bośniackich. Uczestniczył w tworzeniu lokalnych struktur Serbskiej Partii Demokratycznej (SDS) w Bijeljinie oraz Serbskiej Gwardii Narodowej. Od 1992 roku, pod pseudonimem „Mauzer”, uczestniczył w działaniach bojowych jako szef sztabu, a następnie dowódca 1 Brygady Specjalnej „Gwardia Pantery”. Pod jego dowództwem brygada brała udział w takich działaniach jak „Operacja Korytarz 92”, a także w walkach w rejonie Zvornika, Brčka, Majevicy, Posawia, Bratunaca, Ozrena, Sarajewa, Kupresa i Bihaća.
Po zakończeniu działań wojennych został komendantem policji w Bijeljinie. Pełniąc tę funkcję znany był m.in. z walki z korupcją, także wśród najwyższych organów władzy Serbów bośniackich.
Zginął 7 czerwca 2000 roku, kiedy samochód, którym podróżował, został ostrzelany przez niezidentyfikowanych sprawców. W 2009 roku miał miejsce proces zabójcy „Mauzera”. Domniemany sprawca, Đorđe „Đoka” Ždrale, został skazany na 20 lat pozbawienia wolności.
Był żonaty z Bojaną Savić (1960-). Miał trójkę dzieci.